# Виана, Бруно
Бру́но Виа́на Вилеме́н да Си́лва, более известный как просто Бру́но Виа́на (порт.-браз. Bruno Viana Willemen da Silva; род. 5 февраля 1995, Макаэ, штат Рио-де-Жанейро) — бразильский футболист, центральный защитник китайского клуба «Ухань».

## Биография
Бруно Виана является воспитанником академии «Крузейро». Стал привлекаться к тренировкам с главной командой и попадать в заявки на игры в 2015 году, однако в основном составе «лис» дебютировал 9 марта 2016 года в матче Примейра-лиги Бразилии против «Атлетико Паранаэнсе» (2:1).
В чемпионате Бразилии защитник дебютировал 22 мая в домашней игре против «Фигейренсе» (2:2). Тренер Паулу Бенту очень доверял Виане, и за несколько месяцев молодой защитник успел сыграть за «Крузейро» в разных турнирах 20 матчей. 31 августа того же 2016 года клуб объявил о продаже игрока в греческий «Олимпиакос» за 2 млн евро (около 7,6 миллиона реалов). Через несколько лет этот трансфер обернулся для бразильского клуба дополнительными финансовыми трудностями — дело в том, что клуб из Белу-Оризонти обязан был перечислить 20 % от полученных средств клубу ПСТЦ («Парана Соккер Техникал Центр») — в нём Бруно Виана начинал заниматься футболом, когда ещё был ребёнком. Однако «Крузейро» эти деньги не перечислил, и ПСТЦ подал иск в Палату по разрешению споров.
За год, проведённый в «Олимпиакосе», Бруно Виана стал чемпионом Греции, принял участие в Лиге Европы. В сезоне 2017/18 бразильец на правах аренды выступал за португальскую «Брагу», а в следующем сезоне подписал с этим клубом полноценный контракт. После трёх успешных сезонов в «Браге» и завоевания в 2020 году Кубка португальской лиги, Бруно Виана в сезоне 2020/21 потерял место в основе из-за конфликта с тренером Карлушем Карвальялом, который решил, что бразилец больше не считает себя частью коллектива.
7 февраля 2021 года «Брага» бесплатно отдала Бруно Виану в аренду во «Фламенго» на один год, с возможностью выкупа контракта за 7 млн евро. В 2021 году Виана не был игроком основного состава «Фламенго», но также периодчиески получал игровое время. Вместе с командой завоевал Суперкубок Бразилии (был в заявке на матч против «Палмейраса», но на поле не вышел), стал чемпионом штата, а также провёл восемь матчей в розыгрыше Кубка Либертадорес, до финала которого дошёл клуб из Рио-де-Жанейро. В решающей игре 27 ноября в Монтевидео «Фламенго» уступил «Палмейрасу».
9 февраля 2022 года «Брага» отдала Бруно Виану в аренду в «Химки». В марте Виана приостановил контракт, вернувшись в «Брагу».

## Достижения
- Чемпион штата Рио-де-Жанейро (1): 2021
- Чемпион Греции (1): 2016/17
- Обладатель Кубка португальской лиги (1): 2019/20
- Обладатель Суперкубка Бразилии (1): 2021 (не играл)
- Финалист Кубка Либертадорес (1): 2021